# Frederick James Walker
Frederick James ("Frank") Walker (Kingstown, County Dublin, 1876 - Douglas, 19 mei 1914) was een Iers motorcoureur.
Frank Walker was hoedenmaker van beroep. In 1914 nam hij met een Royal Enfield deel aan de TT races op het eiland Man. Hij reed in de 350 cc Junior TT een ronde lang aan de leiding, maar viel terug naar de zesde plaats door problemen met zijn banden. In de vijfde ronde had hij zich terug gevochten naar de derde plaats, maar bij Hillberry Corner vloog hij uit de bocht in een greppel. Nadat hij zijn motorfiets weer op de weg had getrokken zette hij zijn race voort, maar in de laatste ronde viel hij opnieuw doordat hij zijn remmen blokkeerde bij Willaston Corner op Ballanard Road. Hij kon zijn motorfiets weer oprapen en hoefde nog slechts enkele honderden meters naar de finish te rijden, maar zijn uitzicht werd belemmerd door toeschouwers die op de weg stonden om de coureurs te zien finishen. Walker reed op volle snelheid langs de jury over St Ninian's Crossroads en botste tegen een houten afzetting op Ballaquayle Road. Hij overleed in het ziekenhuis. Later op de dag werd hij door de Auto-Cycle Union postuum als derde finisher van de Junior TT verklaard. De race werd gewonnen door Eric Williams.